# Gare de Nessonvaux
La gare de Nessonvaux est une gare ferroviaire belge de la ligne 37, de Liège-Guillemins à Hergenrath (frontière), située au village de Nessonvaux sur le territoire de la commune de Trooz, en Région wallonne, dans la province de Liège.
C'est une halte ferroviaire de la Société nationale des chemins de fer belges (SNCB) desservie par des trains Suburbains (S) et d'Heure de pointe (P) du Réseau express régional liégeois.

## Situation ferroviaire
Établie à 121 m d'altitude, la gare de Nessonvaux est située au point kilométrique (PK) 15,252 de la ligne 37, de Liège-Guillemins à Hergenrath (frontière), entre les gares ouvertes de Fraipont et de Pepinster. Avant 1984, le point d'arrêt de Goffontaine s'intercalait en direction de Pepinster.

## Histoire
La halte de Nessonvaux-Fraipont est mise en service le 18 juillet 1843 par l’Administration des chemins de fer de l’État belge qui inaugure la veille la section de Chaudfontaine à Verviers-Ouest de la ligne de Liège à la frontière de Prusse (actuelle ligne 37). Elle accède plus tard au statut de gare[Quand ?].
Elle est renommée Nessonvaux mais porte encore ce nom en 1926 alors que la gare de Fraipont existe depuis 1887.
Le premier bâtiment se trouvait plus près du pertuis du tunnel de Nessonvaux. Il est remplacé en 1892 par un bâtiment des recettes standard de plan-type 1881 (seule construction de ce type sur la ligne) lequel est doté d'une aile de cinq travées et érigé par l'entrepreneur verviétois Honay. Un abri de quai en briques aux éléments de façade identiques à ceux du bâtiment de la gare se trouve sur le quai opposé et une passerelle permet la traversée des voies.
Les installations déclinent avec la fermeture de l'usine Imperia en 1958. Plusieurs voies de garage sont retirées, le poste de block est démoli en 1965, la halle aux marchandises est démolie en 1970. La gare est devenue un point d'arrêt sans personnel en 1964, la partie de la gare servant de logement pour le chef de gare est louée puis démolie en 1977, l'ancienne salle d'attente et ses annexes, devenue un bureau pour le chef de la voien disparaissant entièrement en septembre 1992.

## Service des voyageurs

### Accueil
Halte SNCB, c'est un point d'arrêt non géré (PANG) à accès libre.

### Desserte
Nessonvaux est desservie par des trains Suburbains (S) de la ligne S41 du RER liégeois.
Une relation S41 relie Liège-Saint-Lambert à Aix-la-Chapelle et une seconde, uniquement en semaine, Hasselt à Verviers-Central.

### Intermodalité
Un parking pour les véhicules y est aménagé. Elle est desservie par des bus de l'Opérateur de transport de Wallonie (TEC).

## Comptage voyageurs
Ce graphique et tableau montre le nombre de voyageurs embarquant en moyenne durant la semaine, le samedi et le dimanche.
| Nombre de passagers qui embarquent à la gare de Nessonvaux | Nombre de passagers qui embarquent à la gare de Nessonvaux | Nombre de passagers qui embarquent à la gare de Nessonvaux | Nombre de passagers qui embarquent à la gare de Nessonvaux |
|                                                            | Semaine                                                    | Samedi                                                     | Dimanche                                                   |
| ---------------------------------------------------------- | ---------------------------------------------------------- | ---------------------------------------------------------- | ---------------------------------------------------------- |
| 1977                                                       | 231                                                        | 86                                                         | 85                                                         |
| 1978                                                       | 231                                                        | 82                                                         | 90                                                         |
| 1979                                                       | 227                                                        | 85                                                         | 100                                                        |
| 1980                                                       | 219                                                        | 87                                                         | 85                                                         |
| 1981                                                       | 261                                                        | 116                                                        | 102                                                        |
| 1982                                                       | 266                                                        | 107                                                        | 91                                                         |
| 1983                                                       | 278                                                        | 80                                                         | 87                                                         |
| 1984                                                       | 300                                                        | 76                                                         | 72                                                         |
| 1985                                                       | 353                                                        | 100                                                        | 70                                                         |
| 1986                                                       | 27                                                         | 71                                                         | 72                                                         |
| 1987                                                       | 312                                                        | 93                                                         | 63                                                         |
| 1988                                                       | 347                                                        | 79                                                         | 79                                                         |
| 1989                                                       | 328                                                        | 99                                                         | 94                                                         |
| 1990                                                       | 268                                                        | 78                                                         | 69                                                         |
| 1991                                                       | 318                                                        | 103                                                        | 58                                                         |
| 1992                                                       | 294                                                        | 93                                                         | 70                                                         |
| 1993                                                       | 303                                                        | 95                                                         | 74                                                         |
| 1994                                                       | 325                                                        | 90                                                         | 72                                                         |
| 1995                                                       | 327                                                        | 94                                                         | 65                                                         |
| 1996                                                       | 308                                                        | 88                                                         | 53                                                         |
| 1997                                                       | 283                                                        | 81                                                         | 71                                                         |
| 1998                                                       | 303                                                        | 22                                                         | 50                                                         |
| 1999                                                       | 323                                                        | 110                                                        | 90                                                         |
| 2000                                                       | 302                                                        | 126                                                        | 63                                                         |
| 2001                                                       | 272                                                        | 97                                                         | 50                                                         |
| 2002                                                       | 354                                                        | 100                                                        | 76                                                         |
| 2003                                                       | 308                                                        | 107                                                        | 62                                                         |
| 2004                                                       | 331                                                        | 98                                                         | 68                                                         |
| 2005                                                       | 372                                                        | 89                                                         | 62                                                         |
| 2006                                                       | 364                                                        | 92                                                         | 68                                                         |
| 2007                                                       | 323                                                        | 88                                                         | 85                                                         |
| 2008                                                       | -                                                          | -                                                          | -                                                          |
| 2009                                                       | 337                                                        | 142                                                        | 74                                                         |
| 2010                                                       | -                                                          | -                                                          | -                                                          |
| 2011                                                       | -                                                          | -                                                          | -                                                          |
| 2012                                                       | 313                                                        | 70                                                         | 50                                                         |
| 2013                                                       | 337                                                        | 74                                                         | 34                                                         |
| 2014                                                       | 285                                                        | 78                                                         | 56                                                         |
| 2015                                                       | 293                                                        | 120                                                        | 73                                                         |
| 2016                                                       | 329                                                        | 132                                                        | 90                                                         |
| 2017                                                       | 338                                                        | 110                                                        | 80                                                         |
| 2018                                                       | 213                                                        | 95                                                         | 60                                                         |
| 2019                                                       | 267                                                        | 112                                                        | 81                                                         |
| 2020                                                       | 202                                                        | 131                                                        | 88                                                         |
| 2021                                                       | -                                                          | -                                                          | -                                                          |
| 2022                                                       | 331                                                        | 133                                                        | 176                                                        |
| 2023                                                       | 368                                                        | 152                                                        | 125                                                        |
| 2024                                                       | 323                                                        | 210                                                        | 158                                                        |